# Courlay
Courlay (en poitevin Courli aussi écrit Courly) est une commune du centre-ouest de la France située dans le département des Deux-Sèvres en région Nouvelle-Aquitaine. Elle fait partie du Poitou historique et se trouve au plein cœur du Bocage bressuirais.
Courlay est surtout connue pour être la « capitale » de la petite église des Deux-Sèvres, ce qui lui valut parfois l’appellation de « Rome du Bocage ». Cette spécificité religieuse marque encore la commune de nos jours. En effet, les guerres de Vendée touchèrent profondément la paroisse, nombre de Courlitais s'illustrèrent dans les rangs de l'Armée catholique et royale.
La commune vit aussi naître et enseigner l'écrivain Ernest Pérochon, prix Goncourt 1920 pour son roman Nêne. Évoquant dans beaucoup de ses ouvrages son bocage natal, Pérochon dépeint ainsi vraisemblablement Courlay au travers du nom de « Coutigny » dans Les Creux de maisons.
En ce début du XXIe siècle, Courlay reste avant tout une commune rurale, marquée tout de même par une présence relativement nombreuse d'entreprises, notamment dans le quartier de la Plainelière.

## Géographie

### Localisation et communes limitrophes
Courlay se situe au nord-ouest du département des Deux-Sèvres. La commune fait partie du canton de Cerizay et de la communauté d'agglomération du Bocage bressuirais.
Le bourg se trouve, à vol d'oiseau, à environ 9 km de celui de Cerizay et de Bressuire et à moins de 15 km de la frontière vendéenne. La commune est limitrophe de Bressuire via les communes associées de Clazay et Terves, de Chanteloup, de la Forêt-sur-Sèvre et de sa commune associée de Montigny. Elle est par ailleurs directement limitrophe de celles de Saint-Jouin-de-Milly et de Moncoutant (désormais Moncoutant-sur-Sèvre) dont le bourg de cette dernière n'est distant que de 6.5 km.

### Paysage et relief
Le paysage courlitais est typique du bocage bressuirais, vallonné et caractérisé par un maillage de haies encore relativement dense et préservé. La commune a été un peu plus épargnée que d'autres par le remembrement. Du fait notamment du maintien plus tardif de certaines pratiques successorales au sein des fidèles de la Petite Église.

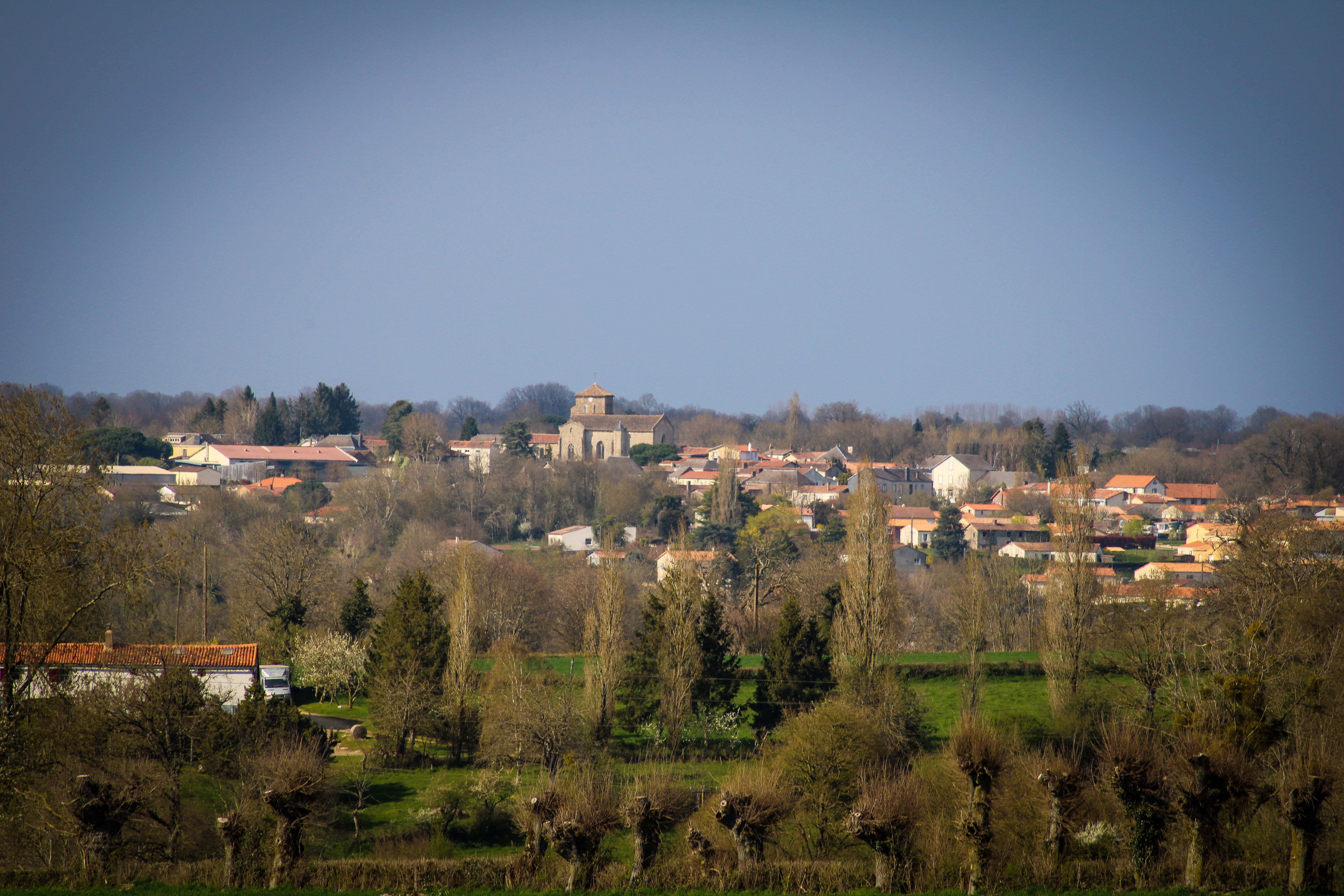
Vue du bourg de Courlay et de l'église Saint-Rémi depuis les hauteurs du sud de la commune.

Courlay se trouve sur le flanc Est du bassin versant de la Sèvre Nantaise. Son territoire est ainsi parsemé de plusieurs petits reliefs qui remontent d'Ouest en Est du lit de la Sèvre, formant de petites lignes de crêtes perpendiculaires à celle-ci, entrecoupées chacune par des ruisseaux tel celui  du Marchais. Ces petites lignes de crêtes se rejoignent vers une ligne de crête principale, parallèle à la Sèvres Nantaise, qui forme la frontière avec la commune de Bressuire. De ces hauteurs, il est généralement possible de voir la Vendée et ses collines, en particulier l'église Saint-Pierre de Saint-Pierre-du-Chemin mais aussi l'antenne de Puy Lose à Pouzauges ou encore le clocher de Saint-Michel-Mont-Mercure. De l'autre côté, sur la D938TER à la frontière avec Clazay apparait sur son promontoire, Bressuire.
L'habitat de la commune est lui aussi typique du bocage, il est assez dispersé. Courlay en plus de son bourg comprend plus de 80 hameaux dont certains constituent des entités assez importantes : La Laimière, La Plainelière, Les Roches, Le Marchais, etc…
La commune comporte par ailleurs environ 40 kilomètres de chemins creux et de nombreux étangs et mares dont un plan d'eau communal.

### Voies de communication et transports
Le bourg de la commune est à l'écart d'axes routiers d'importance, son territoire est cependant traversé par la D938TER reliant Bressuire à la Châtaigneraie. Une petite portion de la D744, reliant Mauléon à Niort via Cerizay et Moncoutant, emprunte aussi le territoire communal, qui borde également aux abords de Chanteloup un tronçon de la D38 reliant Bressuire à Moncoutant. La commune de Courlay est cependant à environ une 1h20 de route de grandes agglomérations de l'Ouest : Nantes, Poitiers, Angers.
La gare la plus proche est la gare de Bressuire, desservie par des liaisons quotidiennes vers Tours via Saumur et vers La Roche-sur-Yon en TER, ainsi que vers Les Sables-d'Olonne les week-ends de mai à septembre et quotidiennement en juillet et août.
Courlay est également desservie par les lignes du réseau urbain et interurbain Tréma (lignes 4 et 113).
La ville est par ailleurs reliée à Bressuire et Moncoutant par l'ancienne voie ferrée de la Possonnière, transformée en voie verte.

### Climat
Pour des articles plus généraux, voir Climat de la Nouvelle-Aquitaine et Climat des Deux-Sèvres.
Historiquement, la commune est exposée à un climat océanique du nord-ouest.  
En 2020, Météo-France publie une typologie des climats de la France métropolitaine dans laquelle la commune est exposée à un climat océanique et est dans une zone de transition entre les régions climatiques « Moyenne vallée de la Loire » et « Poitou-Charentes »0.
Pour la période 1971-2000, la température annuelle moyenne est de 11,3 °C, avec une amplitude thermique annuelle de 14,5 °C. Le cumul annuel moyen de précipitations est de 953 mm, avec 13,1 jours de précipitations en janvier et 6,9 jours en juillet. Pour la période 1991-2020, la température moyenne annuelle observée sur la station météorologique la plus proche, située sur la commune de Bressuire à 9 km à vol d'oiseau, est de 12,0 °C et le cumul annuel moyen de précipitations est de 852,2 mm,. Pour l'avenir, les paramètres climatiques de la commune estimés pour 2050 selon différents scénarios d’émission de gaz à effet de serre sont consultables sur un site dédié publié par Météo-France en novembre 2022.

## Urbanisme

### Typologie
Au 1er janvier 2024, Courlay est catégorisée bourg rural, selon la nouvelle grille communale de densité à sept niveaux définie par l'Insee en 2022.
Elle est située hors unité urbaine. Par ailleurs la commune fait partie de l'aire d'attraction de Bressuire, dont elle est une commune de la couronne,. Cette aire, qui regroupe 19 communes, est catégorisée dans les aires de moins de 50 000 habitants,.

### Occupation des sols
L'occupation des sols de la commune, telle qu'elle ressort de la base de données européenne d’occupation biophysique des sols Corine Land Cover (CLC), est marquée par l'importance des territoires agricoles (93,9 % en 2018), en diminution par rapport à 1990 (95,5 %). La répartition détaillée en 2018 est la suivante : 
zones agricoles hétérogènes (42,8 %), prairies (31,2 %), terres arables (19,9 %), zones urbanisées (6,1 %). L'évolution de l’occupation des sols de la commune et de ses infrastructures peut être observée sur les différentes représentations cartographiques du territoire : la carte de Cassini (XVIIIe siècle), la carte d'état-major (1820-1866) et les cartes ou photos aériennes de l'IGN pour la période actuelle (1950 à aujourd'hui).

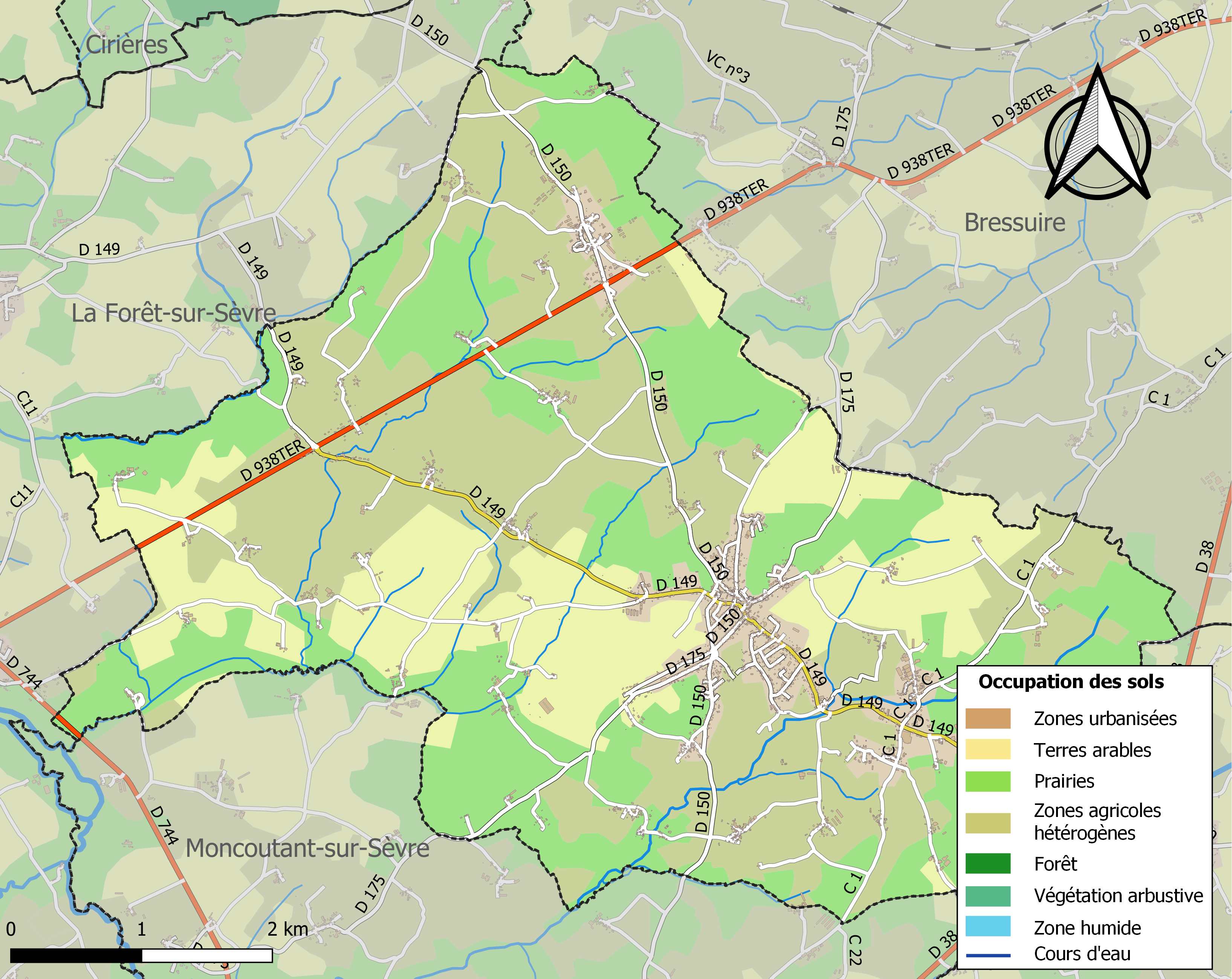
Carte des infrastructures et de l'occupation des sols de la commune en 2018 (CLC).

### Risques majeurs
Le territoire de la commune de Courlay est vulnérable à différents aléas naturels : météorologiques (tempête, orage, neige, grand froid, canicule ou sécheresse), inondations, mouvements de terrains et séisme (sismicité modérée). Il est également exposé à un risque technologique, le transport de matières dangereuses, et à un risque particulier : le risque de radon. Un site publié par le BRGM permet d'évaluer simplement et rapidement les risques d'un bien localisé soit par son adresse soit par le numéro de sa parcelle.

#### Risques naturels
Certaines parties du territoire communal sont susceptibles d’être affectées par le risque d’inondation par débordement de cours d'eau. La commune a été reconnue en état de catastrophe naturelle au titre des dommages causés par les inondations et coulées de boue survenues en 1982, 1983, 1999 et 2010,.

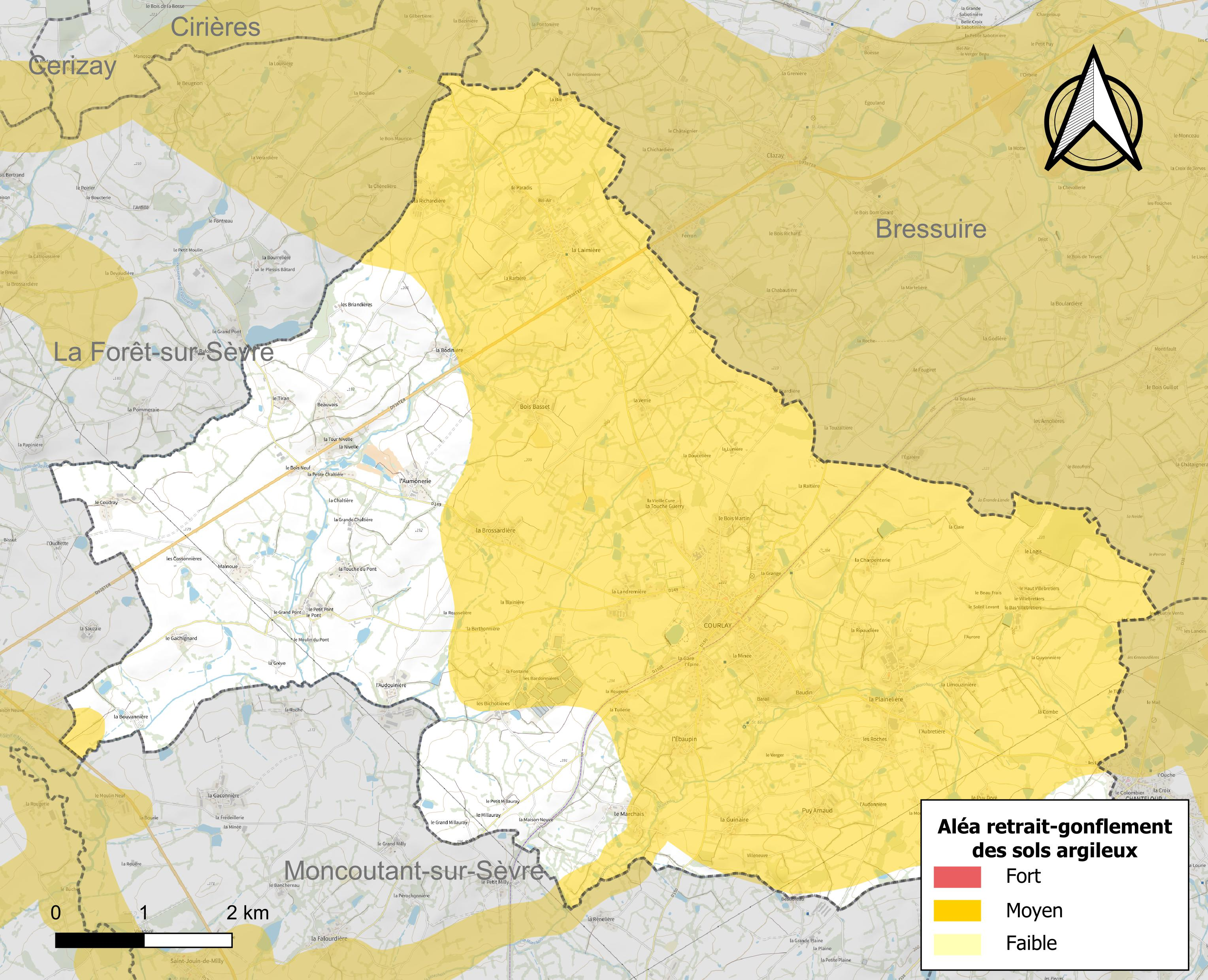
Carte des zones d'aléa retrait-gonflement des sols argileux de Courlay.

Les mouvements de terrains susceptibles de se produire sur la commune sont des tassements différentiels. Le retrait-gonflement des sols argileux est susceptible d'engendrer des dommages importants aux bâtiments en cas d’alternance de périodes de sécheresse et de pluie. 67,4 % de la superficie communale est en aléa moyen ou fort (54,9 % au niveau départemental et 48,5 % au niveau national). Depuis le 1er octobre 2020, en application de la loi ELAN, différentes contraintes s'imposent aux vendeurs, maîtres d'ouvrages ou constructeurs de biens situés dans une zone classée en aléa moyen ou fort,.
La commune a été reconnue en état de catastrophe naturelle au titre des dommages causés par la sécheresse en 2005 et par des mouvements de terrain en 1999 et 2010.

#### Risque particulier
Dans plusieurs parties du territoire national, le radon, accumulé dans certains logements ou autres locaux, peut constituer une source significative d’exposition de la population aux rayonnements ionisants. Selon la classification de 2018, la commune de Courlay est classée en zone 3, à savoir zone à potentiel radon significatif.

## Toponymie
Le nom Courlay serait issu de Corlé, nom attesté au XIIIe siècle du lieu. Cette terminaison en é pourrait dériver de la forme latine "-acum" qui à l’époque gallo-romaine servait à baptiser les "villae" (exploitations agricoles) du nom de leurs propriétaires. L’endroit a donc pu se développer à partir du domaine d'un certain Corellius, un riche propriétaire terrien. Autre hypothèse, le nom pourrait avoir pour origine Corylus, nom latin du noisetier. En poitevin Courlay se dit Courli, cette dénomination reste encore parfois employée de nos jours.

## Histoire

### Époques Médiévale et Moderne
La seigneurie de Courlay relevait de la Forêt-sur-Sèvre. Sa sergenterie fiscale dépendait de Bressuire. La paroisse dépendait du doyenné de Bressuire, de la Sénéchaussée de Poitiers et de l'élection de Thouars. Cette paroisse a par ailleurs fait tour à tour partie du diocèse de Maillezais, puis à la suppression de celui-ci, en 1648, a rejoint le diocèse de la Rochelle, avant d'être rattachée en 1791 à l'éphémère diocèse des Deux-Sèvres, pour finalement être intégrée au diocèse de Poitiers depuis 1801.

#### La seigneurie de Pont-Courlay
De René Vignerot, écuyer, seigneur du Pont-Courlay dépendait la Chaletière vers 1605. Plus ou moins agent secret de la reine régente Catherine de Médicis, René Vignerot du Pont de Courlay, qui appartenait à une famille des environs assez ancienne, avait épousé en 1603, Françoise du Plessis, sœur du cardinal de Richelieu. Il ne reste rien de nos jours de son ancien logis du Pont. Les de Vignerot du Plessis ou de Grand Pont possédaient au centre du bourg un local dit « Le Parquet » où ils rendaient ou faisaient rendre la justice. Ils y disposaient d'un carcan destiné à l'exposition des coupables. Un petit pavillon, ultime vestige dudit Parquet, existait encore vers 1847.

#### Une affaire de sorcellerie en 1486
La fin du Moyen Âge fut marquée à Courlay par une affaire de "sorcellerie", dont les tenants nous sont délivrés par une enquête de 84 pages, menée en 1486 contre un certain Jean Pancereau. Celui-ci habite le village du Marchais, au Sud de la commune. Il est alors marié, âgé de la soixantaine et exerce la profession de maquignon. Mais cet homme est cependant en conflit avec la plupart de ses voisins au point d'être évité de tous, que ce soit dans les foires, les marchés ou à l'église. À la suite de simples plaintes, il est au cours de l'année arrêtée de nuit, puis finalement relâché sous caution par les officiers de Maillezais. L'enquête effectuée constitue une source précieuse de renseignement quant aux actes qui lui sont imputés. Ce ne sont ainsi pas moins de vingt-sept témoins qui sont auditionnés : douze laboureurs de bœufs, trois hommes de bras, trois marchands filassiers de drap, des couturier, meunier, panetier, charpentier, maréchal, un prêtre et trois femmes.
Sa condition de "sorcier" semble partagée par sa famille. Au cours de l'enquête un médecin, Jean Poitevin, affirma ainsi que tous les frères et sœurs de Pancereau étaient également des sorciers, tandis que d'autres témoins dirent de même au sujet de sa mère et de son père. Jean Pancereau est en fait accusé de nombreux méfaits. On lui impute des relations occultes. On dit de lui qu'il « parloit au deable ne plus ne moins que font deux hommes ensemble ». Il lui est également reproché de ne pas fréquenter assidûment l'église.
Mais surtout, on lui attribue un impressionnant catalogue de victimes : vingt-cinq personnes, cinq taureaux, cinq bœufs, seize ou dix-sept vaches, un cheval, un âne, vingt-quatre porcs, cent quarante brebis et plus et dix-huit essaims d'abeilles. Tous ces crimes, qui touchèrent la paroisse de Courlay et ses alentours, sont de plusieurs natures. Jean Cholet, laboureur et homme de bras du village de la Guinaire, rapporta ainsi qu'à cause de Pancereau sa fontaine fut tout à coup pleine de grenouilles mortes, et que, quand bien même elle fut nettoyée, elle était à nouveau remplie de la même manière deux ou trois jours plus tard.
Souvent les "actions" de Pancereau se font à la suite de disputes. On lui reproche ainsi d'avoir donné des « menaces à plusieurs personnes en disant qu'il leur feroit plusieurs dommages et les destruyroit, en nommant le desplaisir qu'il tendroit leur faire et qu'ilz trouvoient tantost après». Il lui arrivait aussi, mais plus rarement, de frapper sa future victime sur la main, l'épaule ou le cou. Habituellement ses menaces étaient accompagnées de serments « par le sang Dieu », « par le corps Dieu », « par sainte Marie ».
En ce qui concerne les victimes humaines, Jean Pancereau est soupçonné à plusieurs reprises d'avoir eu recours à des poisons. Jean Suitreau, meunier au village de l'Ebaupin, rapporte ainsi qu'après que peu après que Pancereau lui donna à boire, il vomit et dû rester alité trois ou quatre jours. François Fradin, une autre victime à qui Pancereau donna à boire, fut malade la nuit même au point « que nully ne povoit durer auprès de luy tant puaIt et gictoit d'ordure par la bouche ». Il mourut trois ans plus tard en criant: « Pancereau, Pancereau, tu me fays mourir! ». Jean Pineau, marchand panetier de Courlay, fut également gravement malade après avoir soupé avec Pancereau. Guillaume Maroilleau, également de Courlay, s'est disputé avec Pancereau, qui lui a ensuite servi ensuite plusieurs fois à boire. Il fut atteint quinze jours plus tard d'une maladie qui le rendit fou et le fit mourir au bout de neuf mois. La femme de Colas Bariteau, marchand filassier de laines et laboureur de bœufs au village de l'Ebaupin, mourut cinq mois après que Pancereau lui donna à manger une pomme. La mère de Jeanne Trousselle, de l'Ebaupin, décèda elle aussi six mois après avoir bu et mangé avec Jean Pancereau. Macé Chabaut, laboureur de bœufs à la Chabautière, paroisse de Clazay, fut quant à lui agressé par Pancereau. Celui-ci le saisit par le nez et le cou, prit quelque chose dans une pochette et lui dit : « par le sang de Dieu vous porterez ma marche ». Macé devint fou dans les trois ou quatre jours au point de vouloir tuer femme, enfants et bêtes.
Mais des guérisons sont aussi à l'actif présumé de Jean Pancereau. Guillaume Jouandeau, laboureur de bœufs de la Rouère, paroisse de Saint-Jouin-de-Milly, se trouva ainsi gravement malade après avoir été touché par Pancereau ; Pierre Jouandeau, son frère, est alors allé chercher le sorcier à la foire de la Sainte-Croix à Chantemerle. Celui-ci se rend alors chez Guillaume qui lui dit : « Défaictes moy ce que m'avez fait », Pancereau répondit alors en lui touchant la main: « Tu guériras bien », ce qui arriva sur-le-champ. Mathurin Jouandeau, laboureur de bœufs à la Rènelière, de la paroisse de Moncoutant, était quant à lui malade depuis vingt ans, et on pensait que rien ne pourrait plus le sauver. Pancereau lui apporta des poires, lui en fit manger avec certaines poudres dont il s'était muni, le malade trouva les poires très bonnes et dès le lendemain se trouva mieux et guérit. Un filassier de draps de Puy-Arnaud, était malade après s'être disputé avec Pancereau et avoir proféré de graves menaces contre lui. Il fit demander au sorcier, par son beau-père, de défaire ce qu'il avait fait, et Pancereau répondit que le malade guérirait s'il faisait trois «voyages à Saint Genoys », ce qui effectivement se produisit. De même François Talbot, hôtelier au bourg de Courlay, malade par la faute de Pancereau, retrouva la santé après être allé, sur le conseil de celui-ci, en pèlerinage près de Saint Martin,.

### Guerres de Vendée
"Les courlitais [...] ont joué un rôle particulièrement glorieux dans l’immortelle épopée de la Vendée militaire" 
C'est par ces mots que la revue La Vendée Historique, évoque en 1901 l'action des courlitais pendant les guerres de Vendée.
Dès la révolte d'aout 1792, les courlitais figurent au premier rang des insurgés. Plusieurs volontaires de la paroisse sont tués ou fait prisonnier le 24 août 1792, lors de la bataille du Moulin de Cornet et l'échec de la prise de Bressuire. Parmi eux, un certain Jean Texier, greffier de la municipalité de Courlay, est amené à Niort où il est acquitté (il est guillotiné le 11 décembre 1793 à Fontenay-le-Comte après avoir été fait à nouveau prisonnier lors de la seconde insurrection). C'est lors de cette "Grande-Guerre", à partir du mois de mai 1793, que s'illustrent le plus les courlitais, sous les ordres de Lescure et de La Rochejaquelein. Au point que se répande dans le bocage alentours pendant longtemps une réputation de bravoure des Courlitais.
"Tout le monde était brave chez nous, me disait un jour un vieux Chouans des environs de Châtillon, mais les gâs de Courlay étaient tout de même encore plus braves que les autres. Ces mâtins-là trouvaient toujours le moyen d'être en tête lorsqu'on attaquait les Bleus, et s'il leur arrivait de muser  à l'arrière-garde, c'était seulement pour protéger la retraite quand on avait la déroute ! ". 
En 1793, les courlitais rejoignent en effet précocement l'insurrection, sous les ordres de deux chefs : les frères Texier. L'aîné Joseph est né au bourg de Courlay, le 2 janvier 1763 et avait donc 30 ans à l'époque de l'insurrection. Toussaint, son frère est né quant à lui le 24 mars 1769 (possiblement au lieu-dit la Maison Neuve) et avait donc 24 ans. Ils furent nommés dès le début du conflit comme capitaines de paroisse par les habitants. Menant derrière eux une grande part de la population valide du village. Respectés par les courlitais, ils l'étaient a priori aussi au sein de l'état-major de l'Armée catholique et royale. En témoigne Mme de la Rochejaquelein qui dans ses Mémoires passe en revue les "plus braves officiers" vendéens et écrit : "Il y avait en outre des officiers qui commandaient indifféremment aux postes où on les mettait. Parmi les plus braves d'alors étaient MM. Forestier, Forest, Villeneuve du Cazeau..., les Texier, etc."
Lors de la prise de Thouars, le 5 mai 1793, on retrouve ainsi les noms des Texier associés à celui d'Henri de La Rochejaquelein, important chef de l’insurrection vendéenne. Mme de la Rochejaquelein rapporte en effet à nouveau à ce sujet : "... Les Vendéens arrivent presque aussitôt au pied des murailles ; ils attaquent vigoureusement et cherchent tous les moyens possibles de faire brèche, M. de la Rochejaquelein monte sur les épaules de Texier, de Courlay, un des plus braves soldats de l'insurrection ; ainsi placé, il fait un feu continuel, plusieurs personnes ne sont occupées qu'à lui charger des fusils ; puis avec ses mains il tente d'arracher les pierres des murs...". Si la marquise ne spécifie pas quel était celui des deux frères qui fit la courte échelle à celui que l'on nommait alors "Monsieur Henri", il semblerait qu'il s'agisse de Toussaint. Une gravure, représente en tout cas ce fait d'armes.
Les courlitais s'illustrèrent ainsi à la manière de leurs chefs tout au long du conflit, et notamment le 14 août 1793, lors de la désastreuse défaite vendéenne de Luçon. Mme de la Rochejaqelein rapporte à nouveau dans ses Mémoires : « Je n'oublierai pas, qu'au milieu de la confusion générale d'une armée indiscipliné et battue, quarante paysans de Courlay et de Saint-Michel, sans chef, se retirèrent en bon ordre; ils firent d'eux-mêmes la manœuvre des troupes de ligne, présentant à genoux la baïonnette à la cavalerie qui les poursuivaient dans la plaine. »
Le début de la première Guerre de Vendée impacta cependant peu la paroisse même de Courlay, épargnée par les combats. Les travaux des champs s'y perpétuaient malgré l'absence régulière des hommes. La situation évolua cependant après la bataille de Cholet et la Virée de Galerne. Le Bocage se retrouvant désormais sans défense, il fut progressivement envahi par les troupes républicaines. Ce changement de situation obligea la population courlitaise à développer des stratagèmes pour se soustraire aux exactions de ceux que l'on dénommait alors les "Bleus". C'est ainsi que François-Joseph-Texier, s'était façonné une cachette aux abords de l'un de ses prés, au lieu-dit des Bazins. Septuagénaire, François-Joseph est alors un propriétaire relativement aisé, père de nombreux enfants, fervent chrétien et jouissant d'une certaine influence dans tous les environs. Il est surtout alors le "chef" de la famille Texier, père de Joseph et Toussaint. La cachette de François-Joseph consistait en un grand terrier creusé sous un buisson et dont l'entrée était dissimulée par des branchages. De tout temps la commune de Courlay a accueilli des abris de ce type, tel celui au lieu-dit les Combes. Ils permettaient à la population de se protéger lors des conflits. L'abri de François-Joseph permis ainsi lors des guerres de Vendée de protéger un grand nombre de paroissiens. Cependant il ne permit pas de sauver la vie de son propriétaire. Un jour en 1793, François-Joseph, alerté trop tard du passage des soldats dans le bourg, ne réussit pas à gagner son refuge. Recherché depuis un moment par les républicains du fait des activités de ses fils, Il fut pourchassé par les soldats qui l’interceptèrent alors qu'il était arrivé au pré des Bazins. Alors accompagné d'un autre courlitais, Louis Robin, celui-ci  réussit quant à lui à franchir une haie et à se cacher dans le creux d'un vieil arbre têtard, d'où il put assister à la scène. Son témoignage, relate ce qui est généralement désigné sous le terme de "martyre de François-Joseph Texier" :

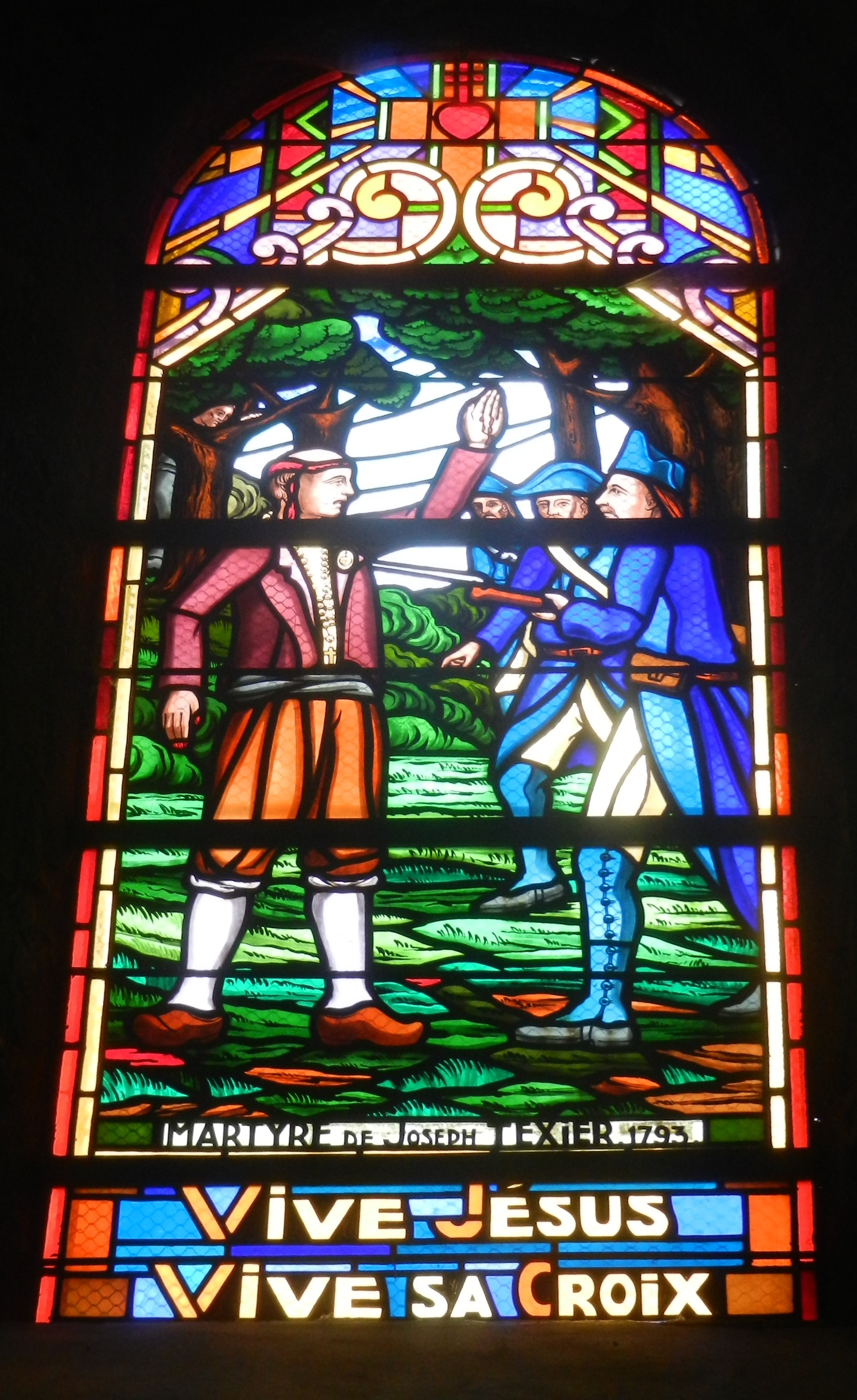
Vitrail de l'église Saint-Rémi de Courlay représentant le "martyre" de François-Joseph Texier.

Lorsque les Bleus se furent emparés du malheureux Texier, ils firent un cercle autour de lui, et lui donnèrent brutalement à choisir entre le cri de vive la République ! ou la mort...
- Jamais, répondit le courageux vieillard, un pareil cri ne sortira de ma bouche !... Vive Jésus, vive sa Croix !
Et les mains jointes et les yeux levés vers le ciel, il attendit fièrement le coup mortel...
Mais ce n'était pas le spectacle d'une exécution ordinaire, c'était celui d'une boucherie que voulaient se donner les bourreaux... Dix fois ils renouvelèrent leur sommation, et dix fois le vieillard y répondit par le même cri : Vive Jésus ! Vive sa Croix ! Or, après chaque réponse, c'était un tourment nouveau qu'on lui infligeait...
On commença par lui arracher un ongle, puis un second, puis un troisième. Lorsqu'il ne lui en resta plus un seul, on lui arracha la langue !... Enfin, comme le martyr respirait encore, on lui leva la peau de la tête et on lui en couvrit le visage !... Alors seulement les bourreaux l'achevèrent... sans doute parce que le temps les pressait et qu'ils avaient hâte d'aller poursuivre ailleurs la série de leurs tristes exploits !...
Au même moment, après le désastre de la Grande-Armée, à Savenay, qui mit fin à la Virée de Galerne. Joseph et Toussaint Texier qui n'y avaient pas participé, organisèrent à la tête des Courlitais la résistance dans le bocage de concert avec les hommes de Cerizay et des paroisses voisines. Ils chassèrent ainsi de la Forêt-sur-Sèvre un détachement républicain qui menait des actions dans la région.
Plus tard, dans les premiers jours du mois de février 1794, les deux frères Texier mirent en place une embuscade pour intercepter un convoi escorté par la garde nationale de Moncoutant, et qui devait passer près du bourg de Courlay. Les gardes nationaux s'enfuirent en accusant plusieurs pertes. Le commandant de place de Bressuire, Augé, rendit compte de cet événement au général Commaire, à la date du 6 février, dans une lettre reproduite par l'historien Jean-Julien Savary : "Ma position, écrivait Augé, devient de plus en plus alarmante. Je viens d'apprendre qu'un rassemblement de brigands avait attaqué et intercepté, près du bourg de Courlay, la garde nationale de Moncoutant qui escortait une dizaine de voitures chargées de grains et de fourrages."
La commune fut aussi en 1794 le théâtre de la bataille de Chanteloup. Ce combat qui n'impliqua pas les frères Texier, se serait certainement déroulé sur un vieux chemin qui reliait Chanteloup à Moncoutant, sur le territoire de la commune de Courlay. Une vieille croix de carrefour portant le nom de « Croix des Chouans » en témoigne encore, un prêtre sans doute tué lors du combat y serait enterré.
Par la suite, les frères Texier et les courlitais se rangèrent sous les ordres de Marigny revenu de la virée de Galernes. C'est ainsi qu'ils s'illustrèrent à nouveau au combat de Boismé, le 18 avril 1794. Attaché à Marigny, les frères Texier furent indignés de son exécution le 10 juillet 1794. Ils refusèrent par la suite de combattre sous les ordres de Stofflet, jugé responsable se cet assassinat. Les courlitais cessèrent ainsi progressivement les combats.
Lors de la troisième guerre de Vendée de 1799, les courlitais menèrent, à nouveau derrière Joseph et Toussaint Texier, quelques actions jusqu'à la pacification du Consulat. Ils déposèrent alors les armes mais refusèrent cependant de reconnaître le nouveau gouvernement et le Concordat.

### Époque contemporaine

#### La petite Église
Depuis le XIXe siècle, Courlay est la capitale de la petite église des Deux-Sèvres. La chapelle du quartier de la Plainelière, construite de 1827 à 1829 et agrandie en 1875, est toujours liée à ce courant dissident de l’Église catholique ; les 3 000 fidèles de la Petite Église refusent en effet le concordat et pratiquent le culte comme au XVIIIe siècle. Sans prêtre depuis 1832, ils sont dirigés par des laïcs. La commune compte par ailleurs d'autres chapelles liées à la Petite Église, en plus de celle, la plus importante, de la Plainelière. L'une se trouve près du village de Bois-Basset et une autre plus modeste dans celui de la Laimière, au Nord de la commune. À noter aussi la présence, toujours dans ce secteur de la commune, d'un "Frêne à la Vierge". Un arbre remarquable d’environ 200 ans, d'une circonférence de 2,65 mètres pour une hauteur de 10 mètres, ayant pour principale particularité de comporter un oratoire et des ex-voto apposés sur son tronc. Il s'agit d'un lieu de prière, objet d’une discrète mais régulière dévotion, encore de nos jours, de la part de membres de la Petite Église.

#### Le Chemin de fer
Au XIXe siècle, la commune est reliée au chemin de fer grâce à la voie ferrée de la Possonnière (d'Angers à Niort) qui a été construite sur les terrains courlitais en 1877. 4,200 kilomètres de voie traversaient la commune, de Clazay à Saint-Jouin-de-Milly. La voie était ponctuée de nombreux ouvrages d’art, pour la plupart toujours présents. Le pont de la Grange, du centre bourg, de l’Egarère, le passage d’écoulement des eaux à la Charpenterie, des fossés et des talus en granit…
La gare de la commune a cependant été détruite dans la seconde moité du XXe siècle.

#### Seconde Guerre mondiale
Lors de la Seconde Guerre mondiale, la commune de Courlay fut le théâtre accidentel d'un parachutage. En effet, le 17 juillet 1944, l'équipe Jedburg " Harold " censée être parachutée près de la Châtaigneraie fut à la suite d'une erreur de localisation, parachutée 25 km au nord-est, au lieu-dit la Plainelière de Courlay. Sans équipe de réception au sol, et dans l'obscurité à 1h30 du matin, l'équipe composée de 4 officiers britanniques et d'un Français passa la nuit dans un champ de blé à proximité du village. Si les hommes perdirent dans l'affaire leur matériel radio, tombé sur le fournil du boulanger du village, ils réussirent grâce à l'aide de la résistance locale à rejoindre la ferme du Margat à l'Absie où les accueillirent Fernand Gougeard, responsable de l'Armée secrète dans le secteur.

## Politique et administration

### Tendances politiques et résultats
| Élections présidentielles, résultats des deuxièmes tours.                                  | Élections présidentielles, résultats des deuxièmes tours. | Élections présidentielles, résultats des deuxièmes tours. | Élections présidentielles, résultats des deuxièmes tours. | Élections présidentielles, résultats des deuxièmes tours. | Élections présidentielles, résultats des deuxièmes tours. | Élections présidentielles, résultats des deuxièmes tours. | Élections présidentielles, résultats des deuxièmes tours. |
| Année                                                                                      | Élu                                                       | Élu                                                       | Élu                                                       | Battu                                                     | Battu                                                     | Battu                                                     | Participation                                             |
| ------------------------------------------------------------------------------------------ | --------------------------------------------------------- | --------------------------------------------------------- | --------------------------------------------------------- | --------------------------------------------------------- | --------------------------------------------------------- | --------------------------------------------------------- | --------------------------------------------------------- |
| 2002                                                                                       | 82,21 %                                                   | Jacques Chirac                                            | RPR                                                       | 17,79 %                                                   | Jean-Marie Le Pen                                         | FN                                                        | 79,71 %                                                   |
| 2007                                                                                       | 43,25 %                                                   | Nicolas Sarkozy                                           | UMP                                                       | 56,75 %                                                   | Ségolène Royal                                            | PS                                                        | 85,49 %                                                   |
| 2012                                                                                       | 57,14 %                                                   | François Hollande                                         | PS                                                        | 42,86 %                                                   | Nicolas Sarkozy                                           | UMP                                                       | 84,50 %                                                   |
| 2017                                                                                       | 72,04 %                                                   | Emmanuel Macron                                           | EM                                                        | 27,96 %                                                   | Marine Le Pen                                             | FN                                                        | 79,19 %                                                   |
| 2022                                                                                       | %                                                         | Emmanuel Macron                                           | LREM                                                      | %                                                         | Marine Le Pen                                             | RN                                                        | %                                                         |
| Élections législatives, résultats des deux meilleurs scores du dernier tour de scrutin.    |                                                           |                                                           |                                                           |                                                           |                                                           |                                                           |                                                           |
| Année                                                                                      | Élu                                                       | Élu                                                       | Élu                                                       | Battu                                                     | Battu                                                     | Battu                                                     | Participation                                             |
| Courlay est répartie sur plusieurs circonscriptions, cf. les résultats des .               |                                                           |                                                           |                                                           |                                                           |                                                           |                                                           |                                                           |
| Avant 2010, Courlay est répartie sur plusieurs circonscriptions, cf. les résultats des .   |                                                           |                                                           |                                                           |                                                           |                                                           |                                                           |                                                           |
| 2002                                                                                       | 54,28 %                                                   | Dominique Paillé                                          | UMP                                                       | 45,72 %                                                   | Jean Grellier                                             | PS                                                        | 60,51 %                                                   |
| 2007                                                                                       | 60,65 %                                                   | Jean Grellier                                             | PS                                                        | 39,35 %                                                   | Dominique Paillé                                          | UMP                                                       | 61,29 %                                                   |
| Après 2010, Courlay est répartie sur plusieurs circonscriptions, cf. les résultats de .    |                                                           |                                                           |                                                           |                                                           |                                                           |                                                           |                                                           |
| 2012                                                                                       | 64,35 %                                                   | Jean Grellier                                             | PS                                                        | 35,65 %                                                   | Philippe Mouiller                                         | UMP                                                       | 58,72 %                                                   |
| 2017                                                                                       | 61,63 %                                                   | Jean-Marie Fiévet                                         | LREM                                                      | 38,37 %                                                   | Véronique Schaaf-Gauthier                                 | LR                                                        | 42,22 %                                                   |
| 2022                                                                                       | %                                                         |                                                           |                                                           | %                                                         |                                                           |                                                           | %                                                         |
| 2024                                                                                       | %                                                         |                                                           |                                                           | %                                                         |                                                           |                                                           | %                                                         |
| Élections européennes, résultats des deux meilleurs scores.                                |                                                           |                                                           |                                                           |                                                           |                                                           |                                                           |                                                           |
| Année                                                                                      | Liste 1re                                                 | Liste 1re                                                 | Liste 1re                                                 | Liste 2e                                                  | Liste 2e                                                  | Liste 2e                                                  | Participation                                             |
| 2004                                                                                       | 31,22 %                                                   | Bernard Poignant                                          | PS                                                        | 22,24% %                                                  | Philippe de Villiers                                      | MPF                                                       | 37,51% %                                                  |
| 2009                                                                                       | 23,23 %                                                   | Christophe Béchu                                          | UMP                                                       | 22,39 %                                                   | Philippe de Villiers                                      | MPF                                                       | 40,41 %                                                   |
| 2014                                                                                       | 24,89 %                                                   | Alain Cadec                                               | UMP                                                       | 22,94 %                                                   | Gilles Lebreton                                           | RBM                                                       | 39,74 %                                                   |
| 2019                                                                                       | 23,02 %                                                   | Jordan Bardella                                           | RN                                                        | 22,88 %                                                   | Nathalie Loiseau                                          | LREM                                                      | 48,14 %                                                   |
| 2024                                                                                       | %                                                         |                                                           |                                                           | %                                                         |                                                           |                                                           | %                                                         |
| Élections régionales, résultats des deux meilleurs scores.                                 |                                                           |                                                           |                                                           |                                                           |                                                           |                                                           |                                                           |
| Année                                                                                      | Liste 1re                                                 | Liste 1re                                                 | Liste 1re                                                 | Liste 2e                                                  | Liste 2e                                                  | Liste 2e                                                  | Participation                                             |
| 2004                                                                                       | 58,90 %                                                   | Ségolène Royale                                           | PS                                                        | 36,73 %                                                   | Élisabeth Morin-Chartier                                  | UMP                                                       | 65,37 %                                                   |
| 2010                                                                                       | 63,93 %                                                   | Ségolène Royale                                           | PS                                                        | 36,07 %                                                   | Dominique Bussereau                                       | UMP                                                       | 50,11 %                                                   |
| 2015                                                                                       | 39,91 %                                                   | Alain Rousset                                             | PS                                                        | 37,16 %                                                   | Virginie Calmels                                          | LR                                                        | 53,59 %                                                   |
| 2021                                                                                       | 36,62 %                                                   | Alain Rousset                                             | PS                                                        | 19,19 %                                                   | Edwige Diaz                                               | RN                                                        | 25,30 %                                                   |
| Élections cantonales, résultats des deux meilleurs scores du dernier tour de scrutin.      |                                                           |                                                           |                                                           |                                                           |                                                           |                                                           |                                                           |
| Année                                                                                      | Élu                                                       | Élu                                                       | Élu                                                       | Battu                                                     | Battu                                                     | Battu                                                     | Participation                                             |
| Courlay est répartie sur plusieurs cantons, cf. les résultats de ceux de .                 |                                                           |                                                           |                                                           |                                                           |                                                           |                                                           |                                                           |
| 2001                                                                                       | %                                                         |                                                           |                                                           | %                                                         |                                                           |                                                           | %                                                         |
| 2004                                                                                       | 55,23 %                                                   | Johnny Brosseau                                           | PS                                                        | 44,77 %                                                   | Isabelle Des Dorides                                      | DVD                                                       | 65,53 %                                                   |
| 2008                                                                                       | %                                                         |                                                           |                                                           | %                                                         |                                                           |                                                           | %                                                         |
| 2011                                                                                       | 83,43 %                                                   | Johnny Brosseau élu au premier tour                       | PS                                                        | 12,99 %                                                   | Georges David                                             | FN                                                        | 39,73 %                                                   |
| Élections départementales, résultats des deux meilleurs scores du dernier tour de scrutin. |                                                           |                                                           |                                                           |                                                           |                                                           |                                                           |                                                           |
| Année                                                                                      | Élus                                                      | Élus                                                      | Élus                                                      | Battus                                                    | Battus                                                    | Battus                                                    | Participation                                             |
| Courlay est répartie sur plusieurs cantons, cf. les résultats de ceux de .                 |                                                           |                                                           |                                                           |                                                           |                                                           |                                                           |                                                           |
| 2015                                                                                       | 53,26 %                                                   | Thierry Marolleau                                         | DVD                                                       | 46,74 %                                                   | Johnny Brosseau                                           | PS                                                        | 52,62 %                                                   |
| 2021                                                                                       | 69,64 %                                                   | Thierry Marolleau                                         | DVD                                                       | 30,36 %                                                   | Florence Bazzoli                                          | DVG                                                       | 25,53 %                                                   |
| Référendums.                                                                               |                                                           |                                                           |                                                           |                                                           |                                                           |                                                           |                                                           |
| Année                                                                                      | Oui (national)                                            | Oui (national)                                            | Oui (national)                                            | Non (national)                                            | Non (national)                                            | Non (national)                                            | Participation                                             |
| 1992                                                                                       | 57,07 % (51,04 %)                                         | 57,07 % (51,04 %)                                         | 57,07 % (51,04 %)                                         | 42,93 % (48,96 %)                                         | 42,93 % (48,96 %)                                         | 42,93 % (48,96 %)                                         | 73,01 %                                                   |
| 2000                                                                                       | % (73,21 %)                                               | % (73,21 %)                                               | % (73,21 %)                                               | % (26,79 %)                                               | % (26,79 %)                                               | % (26,79 %)                                               | %                                                         |
| 2005                                                                                       | 51,22 % (45,33 %)                                         | 51,22 % (45,33 %)                                         | 51,22 % (45,33 %)                                         | 48,78 % (54,67 %)                                         | 48,78 % (54,67 %)                                         | 48,78 % (54,67 %)                                         | 66,98 %                                                   |

### Liste des maires
| Période                                  | Période   | Identité         | Étiquette | Qualité |
| ---------------------------------------- | --------- | ---------------- | --------- | --- |
| mars 1959                                | juin 1995 | Jean Apparailly  | DVD       | Président des maires du canton de Cerizay pendant 12 ans maire de Courlay (Deux-Sèvres); 48 ans d'activités professionnelles, de services militaires et de fonctions électives Objet: pour prendre rang de la date de la remise réglementaire de l'insigne Ministère de l'intérieur et de l'aménagement du territoire Chevalier du 23 juin 1975 Au grade de chevalier |
| juin 1995                                | mars 2008 | Berty Rouger     | DVD       | |
| mars 2008                                | En cours  | André Guillermic | DVG       | Enseignant 6e vice-président de la CA du Bocage Bressuirais (2014 → ) |
| Les données manquantes sont à compléter. |           |                  |           | |

### Politique environnementale
Dans son palmarès 2024, le Conseil national de villes et villages fleuris de France a attribué une fleur à la commune.

## Économie
Certaines usines et entreprises se sont installées dans le quartier de la Plainelière. Par exemple, la confection des Deux-Sèvres, les stations de lavage OKI, les Éditions Fuzeau, l'imprimerie Jadault, l'entreprise de plomberie et chauffage Saunier. D'autres entreprises se sont aussi installées dans le reste de la ville de Courlay, tel la fabrique de gants techniques Peaucéros.

## Population et société

### Démographie
À partir du XXIe siècle, les recensements réels des communes de moins de 10 000 habitants ont lieu tous les cinq ans. Pour Courlay, cela correspond à 2004, 2009, 2014, etc. Les autres dates de « recensements » (2006, etc.) sont des estimations légales.
| 1793  | 1800 | 1806  | 1821  | 1831  | 1836  | 1841  | 1846  | 1851  |
| ----- | ---- | ----- | ----- | ----- | ----- | ----- | ----- | ----- |
| 1 600 | 807  | 1 180 | 1 499 | 1 688 | 1 715 | 1 808 | 1 963 | 1 988 |

| 1856  | 1861  | 1866  | 1872  | 1876  | 1881  | 1886  | 1891  | 1896  |
| ----- | ----- | ----- | ----- | ----- | ----- | ----- | ----- | ----- |
| 2 082 | 2 062 | 2 172 | 2 269 | 2 430 | 2 538 | 2 575 | 2 648 | 2 546 |

| 1901  | 1906  | 1911  | 1921  | 1926  | 1931  | 1936  | 1946  | 1954  |
| ----- | ----- | ----- | ----- | ----- | ----- | ----- | ----- | ----- |
| 2 534 | 2 477 | 2 451 | 2 197 | 2 146 | 2 147 | 2 179 | 2 182 | 2 136 |

| 1962  | 1968  | 1975  | 1982  | 1990  | 1999  | 2004  | 2006  | 2009  |
| ----- | ----- | ----- | ----- | ----- | ----- | ----- | ----- | ----- |
| 2 184 | 2 205 | 2 391 | 2 475 | 2 558 | 2 394 | 2 338 | 2 315 | 2 411 |

| 2014  | 2019  | 2022  | - | - | - | - | - | - |
| ----- | ----- | ----- | - | - | - | - | - | - |
| 2 461 | 2 421 | 2 403 | - | - | - | - | - | - |

### Manifestations culturelles et festivités
De nombreuses festivités animent la commune de Courlay.
- Le cabaret, organisé par l'école Saint Rémi depuis 1999, donne 8 séances en février/mars à la Salle des Fêtes, un an sur deux. En 2018, l'événement a rassemblé 2 200 spectateurs.
- L'association Germival présente un concert chaque année, en juin. Il a attiré environ 1 800 spectateurs en 2018.
- Le gala de danse, préparé par l'Atelier chorégraphique de la commune, organise chaque année 3 séances, en juin.
- Le Courliton, organisé par l'AREC, est une épreuve sportive atypique qui a lieu à Courlay chaque année, à la fin du mois de juin. Chaque équipe est constitué d'un coureur à pied, d'un VTTiste et d'un cavalier. En 2019, 25 équipes étaient au départ. Par le passé, l'événement a déjà réuni jusqu'à une soixantaine d'équipes.Le théâtre, par les Tréteaux Courlitais

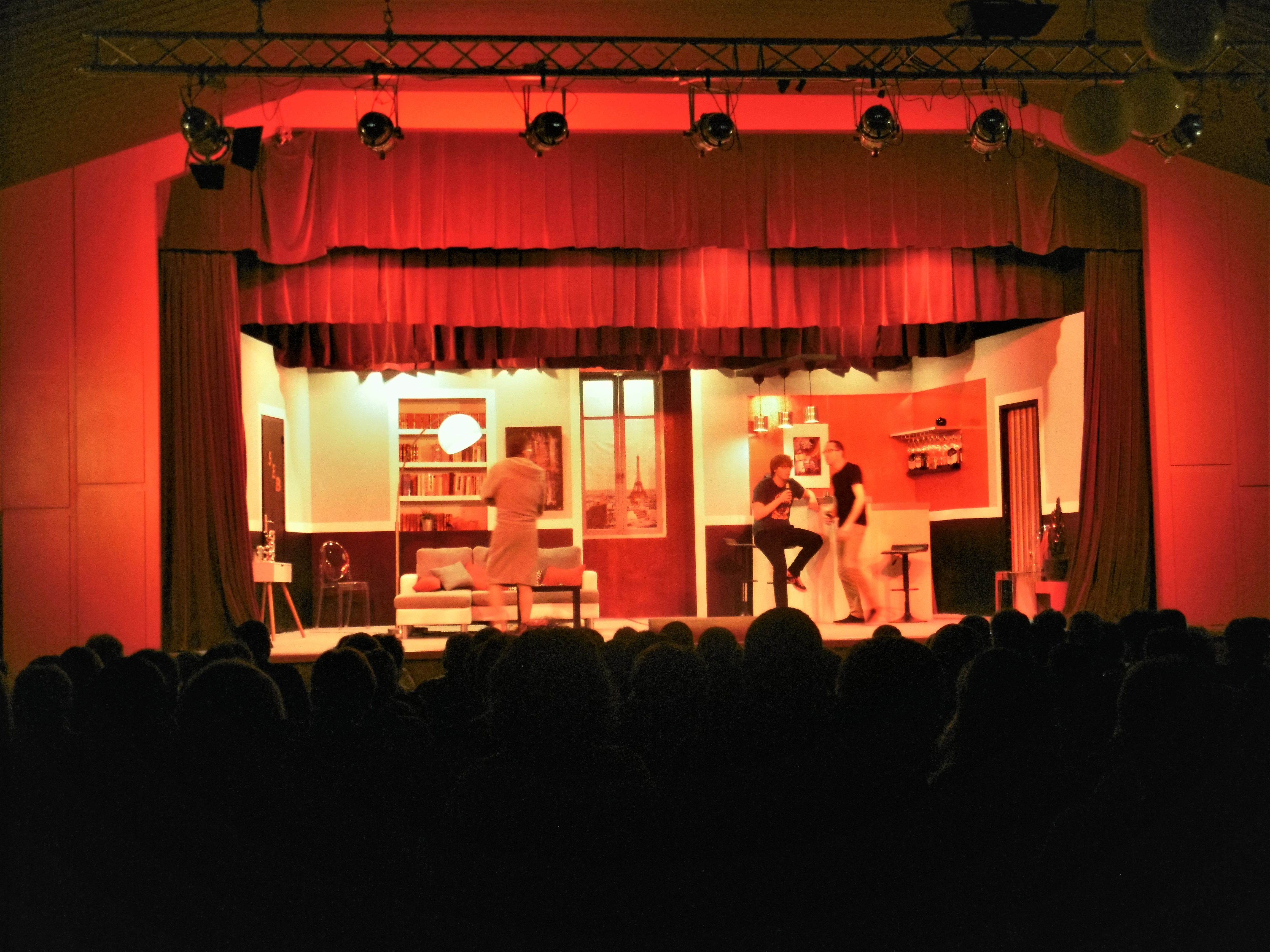
Le théâtre, par les Tréteaux Courlitais

- Le théâtre, avec l'association Les Tréteaux Courlitais, donne chaque année 7 représentations en novembre/décembre, auxquelles s'ajoutent parfois quelques séances données ailleurs : Bressuire, Bretignolles, Moncoutant, Breuil-Chaussée.... Près de 1 100 spectateurs ont assisté aux séances théâtrales, en 2019. La troupe a été créée en 1946.
- La traditionnelle Corrida de Courlay a lieu chaque année, quelques jours avant Noël. Cette course à pied prend à chaque fois une ampleur exceptionnelle, avec notamment un record de 1 063 coureurs en 2017.

## Culture locale et patrimoine

### Lieux et monuments

#### La Tour Nivelle - Reconstitution d'une ancienne école sous forme d'un musée
L'école fut construite en 1883 à la suite des lois Ferry en complément de l'école publique déjà présente dans le bourg, pour accueillir les élèves des villages de l'ouest de la commune. En service jusqu'en 1985, les anciens bâtiments abritent désormais un musée.

#### Sèvre Autruche - Ferme d'autruches et labyrinthe
Élevage d'autruche situé le long de la D938TER, à proximité de la frontière avec Clazay. La ferme propose des visites, de la vente de produits issus de la ferme ou locaux ainsi qu'un parcours au sein d'un labyrinthe.

#### Le logis de l'Audouinière
Le site de l'Audouinière est mentionné pour la première fois par un acte conservé dans les archives de la Durbelière daté du 17 avril 1292. Dans ce document, un certain Jean Moreau fait donation « de l’hébergement de la Veyerie et de ses autres biens en la paroisse de Montygné, de ce qu’il possède à Foyron, paroisse de la Forest-sur-Cèvre, et dans les villages de l’Audoygnère et des Bichotères, paroisse de Corlé, de tout ce qu’il tient en fiez et refefiez de Jean de Monpencer, chevalier, et d’une rente sur le Playsseys-Rosseau, paroisse de Breyl-Chaucé ». Jean Moreau est évoqué par l'historien Bélisaire Ledain dans son Histoire de la ville et baronnie de Bressuire. En 1295, c'est  un chevalier proche vassal du seigneur de Bressuire, il « semble avoir jouit d’une grande fortune, origine probable de son surnom de Goutedor ».« L’Audoygnère », « paroisse de Corlé », n’est alors qu’un lieu-dit énuméré parmi d’autres, où il n'habite probablement pas. Jean Moreau donne par la suite ce fief à un certain Jean. La famille "Pain" possède le lieu un siècle plus tard. L'Histoire de la ville et baronnie de Bressuire apporte à nouveau les précisions suivantes : en 1382, "l’Audonière en Courlé" est tenu en fief par "Agnès de Puydoré, veuve de Jean Pain". Puydoré (aujourd'hui "Le Puy Doré") est un autre village de Courlay. La même année, Jean Pain (peut-être le fils d’Agnès), qui porte le même nom que son père, rend hommage au seigneur de Bressuire pour l’office de sergenterie de Moncoutant. À la fin du Moyen Âge, Il semble que le fief est scindé en deux arrières fiefs, les archives seigneuriales font en  1605 les deux mentions suivantes : "Charles Maruilleau est seigneur de l’Audouynière, fief relevant de la Bonatière en Moncoutant. Il en rend hommage à Charles de la Forest, chevalier, seigneur de Vaudoré et de la Forêt-Montpensier". "Pierre de Meulles, écuyer, seigneur du Fresne, tient les arrière-fiefs suivant relevant de Pugny : la Roquemitière, la Caillère et l’Audouynière en Moncoutant et Courlay". Les seigneurs de Vaudoré, la Forêt et de Pugny sont des seigneurs importants de la région à cette époque. Ils se sont ralliés à la Réforme de l’Église dès le milieu du XVIe siècle. La chronologie complète des seigneurs de l’Audouinière reste cependant à ce jour confuse.
Le village de l’Audouinière est organisé autour d’un logis noble et de ses dépendances dont l’organisation générale se lit encore bien sur l’ancien cadastre (1809), avant démolitions, démantèlement et nouvelles constructions.

#### L'égliseSaintRémi
Emblématique monument de la commune, cette église mixe les styles roman et gothique rayonnant. L'entrée se fait par la gauche au sein d'une partie romane du XIe siècle, mais qui fut remaniée. À droite, la partie gothique comporte une tourelle inachevée, elle est le fruit d'importants travaux d’agrandissement opérés au  milieu du XIXe siècle… Le clocher trapu et carré s’élève quant à lui à 12 m, et domine la face nord de l’édifice.

#### La fontaine monumentale de granit sur la place de l’Église
Fontaine aménagée dans les années 90 sur la place de l’église. Elle est constituée de massif blocs de granit évoquant les chirons de la région.

#### La chapelle du quartier de la Plainelière (voirPetite Église des Deux-Sèvrespour plus de détails)
Il s'agit du plus important édifice cultuel de la Petite Église. La chapelle fut élevée en l'honneur de Saint Étienne. Le premier bâtiment dont la construction débuta en 1827 fut achevé en 1829, puis reconstruit en 1875 et agrandit et modernisé en 1932.

#### La chapelle de Bois-Basset
Chapelle affiliée à la Petite Église, située à proximité du village de Bois-Basset, à l'embranchement d'un carrefour. Il s'agit d'un bâtiment simple de forme rectangulaire, avec une couverture en ardoise, comportant deux niveaux. Elle fut vraisemblablement érigée au début du XXe siècle. En effet, d'après le témoignage de Mme Baudouin, il s'agit de l’œuvre de son grand père. Ce dernier vit son fils mourir à la guerre (probablement la Première Guerre mondiale). Ayant reçu une indemnité, il ne voulut pas l'utiliser pour des fins personnelles et décida donc d'ériger avec cet argent cette chapelle. Elle prend place à l'emplacement d'une ancienne croix de mission érigée au début du XVIIIe siècle par le père de Montfort, le nom des parcelles de ce secteur (les croix) sur le cadastre rénové de 1965 semble aller en ce sens. Les restes de cette croix sont d'ailleurs apposés sur la façade de l'édifice, au-dessus d'une niche accueillant une statue de Louis-Marie Grignion de Montfort.

#### Le logis de la Grange
Le logis de la Grange est un ancien logis situé dans le bourg de Courlay dans le quartier Saint-Eloi. Bien qu'une partie du bâtiment ait été rasé dans les années 80. Il subsiste de nos jours, visible depuis la rue  Saint-Eloi, une tour circulaire au sommet tronqué, contenant un escalier à vis, ainsi qu’un four à pain. Les traces d’un ancien porche sont  elles aussi encore visibles sur la gauche de cette tour. Les corps de fermes attenants à ce bâtiment datent probablement de la même époque. Ce logis appartenait à la famille noble de Liniers. Si cette famille de chevaliers Poitevins est mentionnée dans les textes dès le XIe siècle, le plus vieux seigneur de la Grange connu est M. Pierre de Linier. Ayant vécu au XVIIe siècle, Pierre de Liniers vend en 1688 le fief, la métairie, les terres et la seigneurie de la Grange à Salomon Gaudouin, un marchand de Faye-l’Abbesse.[réf. souhaitée]

#### La chapelle de laSalette& le calvaire reconstituant lagrotte de Lourdes, dans le quartier Saint-Eloi
À proximité du logis de la Grange, se trouve un calvaire entouré d'un enclos dont l'existence remonte au moins à 1809 s'il on en croit le cadastre napoléonien. À cette croix fut ajoutée vers 1854 une petite chapelle dédiée à Notre-Dame de La Salette. Écroulée vers 1880, la chapelle n'a été reconstruite qu'en 1889 au terme de plusieurs souscriptions. Ce bâtiment comprend une porte unique en arc brisé et est agrémenté d'un décor intérieur peint. L’entrée est surmontée d'un médaillon où figure l’effigie de Notre-Dame de la Salette.
Par la suite le calvaire a été déplacé et placé au-dessus d'une réplique de la grotte de Lourdes construite vers 1946, toujours au sein de l'enclos, par d’anciens prisonniers de retour de leur captivité, en remerciement à la Vierge.

#### Les souterrains annulaires présents notamment à la Combe et près de la Plainelière
La commune de Courlay, comme beaucoup de communes des alentours, abrite plusieurs souterrains annulaires. L'un d'entre creusé dans le schiste à proximité du village de la Combe, jusqu'alors oublié, fut découvert par hasard en 1992 après l'effondrement d'une partie de sa voûte dans un champ. L'accès à ce souterrain se fait pas une tranchée à ciel ouvert munie de marches. Cet accès donne par la suite sur une galerie creusée dans la roche. Sur la droite cette galerie forme un cul-de-sac tandis que sur la gauche elle se prolonge et forme une boucle. On retrouve à l'entrée de cette galerie gauche les restes d'une feuillure qui permettait de fermer l'accès à l'aide de bois. La galerie comporte aussi deux trous d’aérations au plafond et deux petites niches. Le souterrain contenait lors de sa découverte de nombreux tessons de poterie dont une partie date de la fin du bas Moyen Âge. Ont été aussi retrouvé des morceaux d'urnes funéraires de l’époque gallo-romaine ainsi que des pierres de silex.
La tradition locale mentionne aussi l’existence d'un autre souterrain aux alentours des villages de la Plainelière, de la Ripaudière et de la Charpenterie. Si toujours selon cette tradition il relierait entre eux les trois villages, son existence n'a cependant pas été établie à ce jour.

#### Le monument en souvenir du martyre de François-Joseph Texier[83]
Croix érigée par des descendants en 1989 le long de l'actuelle rue de la Gâtine, au bord du pré des Bazins, à l'emplacement où fut exécuté François-Joseph Texier en 1793.

#### Les vestiges de la maison des Texier
Au fond d'une cour privée près de la salle Marie Berthelot et de la place de la Maire, deux piliers sculptés de granite constituent les derniers vestiges de l’entrée de la maison des Texier. La position actuelle des piliers n'étant celle d'aucun bâtiment sur le cadastre napoléonien, ils furent vraisemblablement déplacés ultérieurement. Une carte postale de la fin du XIXe semble témoigner de leur emplacement et fonction d'origine. Ils semblent en effet y constituer le porche d'entrée piéton de la cour de cette demeure, en forme de "U" ouvert vers le Sud, si l'on en croit à nouveau le cadastre. Encore présents sur une photographie d'après-guerre, l'agencement actuel de l'entrée de la Cour, et le déplacement des piliers, paraît remonter aux années 60, au vu des photographies aériennes de cette époque. C'est en tout cas dans cette maison que la marquise de la Rochejaquelein fit garder à plusieurs reprises sa fille au cours de l’insurrection. En témoigne ce passage de ses Mémoires :
"J'envoyais chercher ma fille, que sa nourrice avait cachée, depuis la déroute de Fontenay, dans la brave paroisse de Courlay, chez les Texier, vaillants paysans"

#### La "croix des chouans" qui témoigne de labataille de Chanteloup
Croix en granit érigée au carrefour de trois chemins près du village du Puy-Doré.

#### Le lavoir de la Grange et celui du chemin de l’Épine
La commune comportait par le passé de nombreux lavoirs, notamment dans les divers hameaux de son territoire. De nos jours, deux lavoirs ont été restaurés. Celui de la Grange, près du pont de chemin de fer, alimenté par une source aménagée, est relativement grand et pouvait accueillir plusieurs lavandières, celui du chemin de l’Épine est quant à lui beaucoup plus modeste.

### Personnalités liées à la commune
- François-Joseph Texier[89], célèbre pour être resté fidèle à sa foi malgré le martyre dont il a été victime à Courlay, lors des guerres de Vendée, en 1793.
- Ernest Pérochon (1885-1942), instituteur et écrivain, prix Goncourt 1920.
- Robert Bobin (1920-1994), natif de Courlay, recordman de France du triple-saut, puis directeur technique national de l’athlétisme français des années 1960 et 1970.

### Héraldique
| Blason de Courlay | Blason  | De gueules à deux épis de blé d'or, passés en sautoir et contre-pointés, accostés de deux navettes de tisserand du même. |
| Blason de Courlay | Détails | Le statut officiel du blason reste à déterminer.                                                                         |